# Míssil antitancs
Un míssil antitancs, ATGM per les seves sigles en anglès (anti-tank guided missile), o arma guiada antitancs, ATGW (de l'anglès anti-tank guided weapon ) és un míssil dissenyat per colpejar i destruir tancs, instal·lat sobre qualsevol vehicle de combat blindat.
La mida i el rang d'abast dels ATGMs varia des llançadors que poden ser transportats per un sol home fins a grans muntatges que requereixen diversos equips per a transportar i disparar, els quals poden ser vehicles o aeronaus.
La introducció dels ATGMs petits i portables amb grans ogives al modern camp de batalla ha donat a la infanteria la capacitat de danyar l'armadura dels tancs de batalla, normalment amb un sol tret. Les primeres armes antitancs com els rifles antitanc, coets antitancs o les mines magnètiques antitancs tenien una limitada capacitat de traspassar l'armadura d'un tanc i requerien un acostament perillós a l'objectiu.

## Desenvolupament
La primera generació de míssils MCLOS com el AT-3 SAGGAS requereixen l'ús d'un operador que per mitjà d'una palanca de control o qualsevol altre tipus de dispositiu guiï el míssil al blanc. El desavantatge d'aquest tipus de guies és que l'operador ha de mantenir quiet i observant el blanc durant el temps de vol del míssil, a causa d'això l'operador és vulnerable al foc enemic mentre guia al míssil.
La segona generació de míssils guiats en forma semiautomàtica SACL requereixen que l'operador mantingui la mira sobre el blanc fins a l'impacte. Les instruccions del guiat automàtic són enviats al míssil a través de cables o senyals de ràdio, o per mitjà d'una marca làser o una càmera de televisió ubicada al nas del míssil. Exemples d'això són els míssils BGM-71 TOW i l'AGM-114 Hellfire. En aquest tipus de míssil és també requerit que l'operador estigui estacionari durant el vol del míssil.

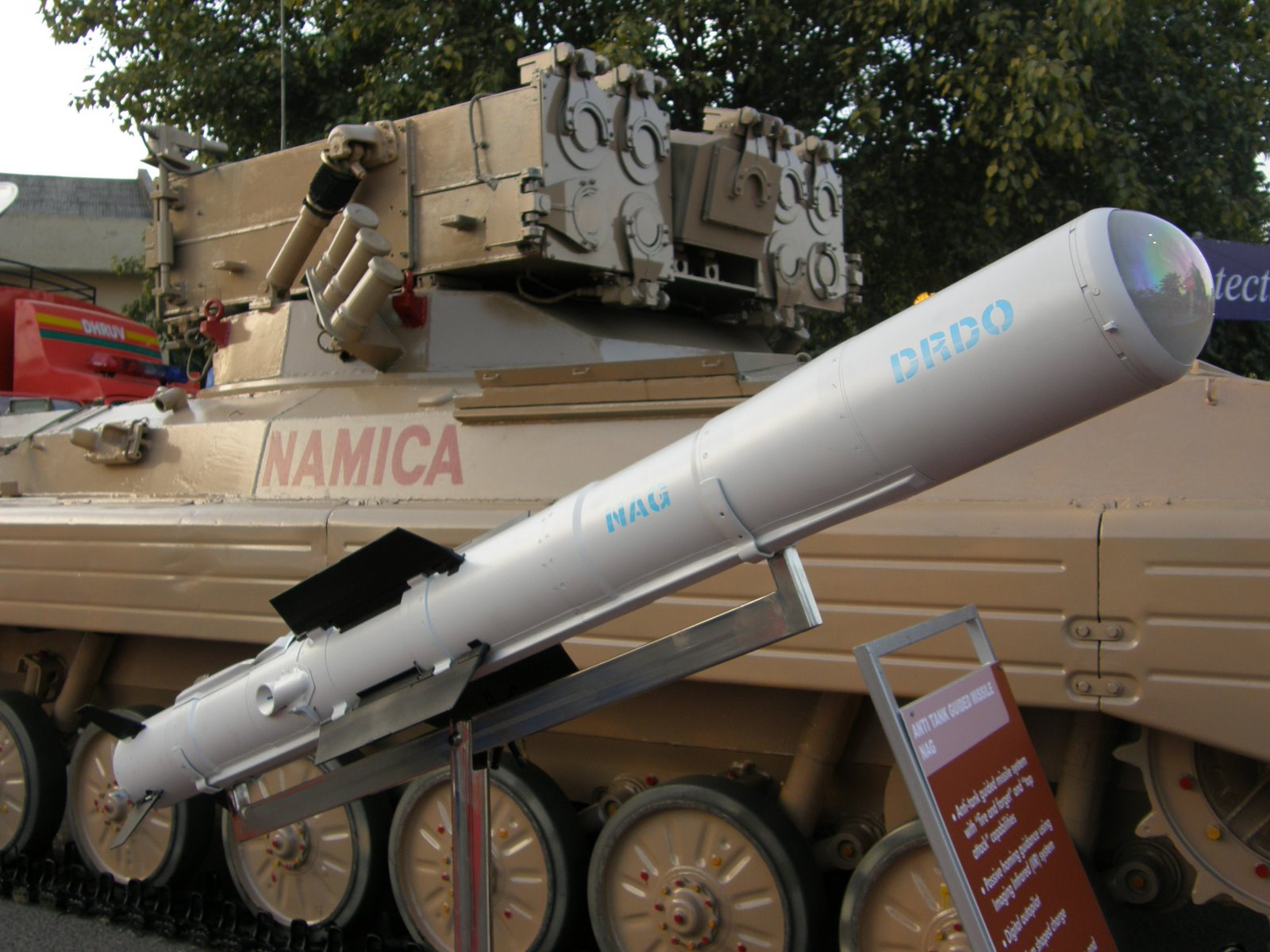
Míssil Nag En un llançador dinàmica.

La més avançada tercera generació de sistemes de guia fan ús d'un làser, un sistema d'imatge electro-òptic o un cercador de radar al nas del míssil. Una vegada que el blanc és identificat el míssil no necessita més assistència en el guiat durant el vol (és a dir "dispara i oblida") i l'operador pot retirar-se. No obstant això aquest sistema de míssils és més propens a contra-mesures electròniques que els míssils MCLOS i SACL. Exemples d'aquests són els míssils nord-americans javelin, l'alemany Pars 3 LR, l'israelià Spike i l'indi Nag.
La majoria dels moderns ATGMs tenen una altament explosiva ogiva de càrrega buida, dissenyada específicament per penetrar blindatges. Míssils amb càrrega en tàndem són dissenyats per penetrar el blindatge reactiu La petita càrrega inicial elimina l'ERA mentre que la càrrega principal intenta penetrar en el blindatge principal.
Armes antitancs com els bazuques i RPG no són considerats ATGMs, ja que el projectil no és guiat.